# Polyacanthonotus rissoanus
Espèce
Polyacanthonotus rissoanus est une espèce de poissons téléostéens.